# Бусулис, Интарс
И́нтарс Бу́сулис (латыш. Intars Busulis; род. 2 мая 1978, Талси) — латвийский певец, тромбонист и музыкант в Музыкальном союзе Intars Busulis & Abonementa orķestris. Солист группы «Caffe» (2001). Победитель музыкальных конкурсов (в том числе Гран-при «Новой волны» в 2005), представлял Латвию на конкурсе песни «Евровидение-2009».
Участник 3-го сезона реалити-шоу «Голос», являющегося российской версией формата телевизионного вокального конкурса The Voice.

## Биография
Родился 2 мая 1978 года в городе Талси (Латвийская ССР). В школьные годы играл в детском музыкальном ансамбле, занимался народными танцами. Закончил Талсинскую музыкальную школу по классу тромбона и Вентспилский музыкальный колледж. Работал ведущим на латвийской радиостанции «Radio SWH».
В 2001 году Интарс вместе с Раймондсом Тигулисом собрал группу — бойз-бенд «Caffe», где был солистом. Одновременно играл на тромбоне в оркестре Национальных Вооруженных сил Латвии и в джаз-группе «Wet Point», а четыре года спустя начал сольную карьеру в поисках собственного стиля. Участвовал в международных джазовых фестивалях: «Kaunas Jazz» в Литве, «Nomme Jazz» в Эстонии, «Midem» во Франции и «Ottawa Jazz» в Канаде. В 2004 году Интарс стал обладателем Grand Prix в Конкурсе молодых джазовых певцов Балтии «Sony Jazz Stage» и Grand Prix Международного конкурса импровизаторов в Пярну.
Весной 2005 года в составе Европейского молодёжного джазового оркестра (проект датского басиста Эрика Мосухолма E.Y.J.O. (European Youth Jazz Orchestra)) дал 13 концертов по Европе и в Канаде.
Летом 2005 году Интарс стал победителем Международного конкурса «Новая Волна» в Юрмале.
В 2005 году Интарс выпустил свой первый альбом «Shades of Kiss», в который вошли песни на английском языке.
B 2008 вышел двойной альбом «Kino/Кино». Выход альбома Интарс поддержал концертным туром по Латвии. Четыре месяца спустя песня «Brīvdiena» попала в чарты музыкальных каналов и радиостанций.
В 2009 году представил Латвию на Евровидении-2009 в Москве с песней «Пробка». По итогам голосования Интарс занял 19 место в полуфинале и не прошёл в финал.
C 2013 по 2015 год Интарс играл А. С. Пушкина в мюзикле «Онегин» в рижском театре «Дайлес».
Также в качестве вокалиста и тромбониста Интарс выступает в составе легендарного биг-бэнда Латвийского радио.

## Сотрудничество с Еленой Ваенгой
В конце 2013 года состоялось знакомство Интарса с певицей Еленой Ваенгой. Высоко оценив музыкальную подачу, необычную манеру исполнения и природный артистизм, Елена предложила Интарсу выйти на российскую сцену. Вместе они записали дуэт на песню «Нева», которую представили на сольном концерте певицы в БКЗ «Октябрьский» в Санкт-Петербурге 28 января 2014 года и на сольном концерте Интарса в зале «Дзинтари» в Юрмале 30 июня, а также на премии «Золотой граммофон» в Ледовом дворце 30 ноября 2014 года.
Весной 2014 года «Нева» стала ротироваться на многих российских радиостанциях: «Дорожное радио», «Шансон», «Милицейская волна», «Питер ФМ», «Весна», «Комсомольская правда». 30 мая 2014 песня заняла первое место в хит-параде «Шансон года» на радиостанции «Шансон» и в течение 3 недель удерживала первенство.
8 марта 2014 года состоялась телепремьера дуэта на Первом канале в программе «Песни для любимых», неделю спустя на канале Россия 1 в программе «Субботний вечер». После этого Елена Ваенга пишет для Интарса композицию «Лена» и русский вариант текста для латышского хита певца — «Brivdiena». На русском языке песня получила название «Гравитация». Премьера песни состоялась на сольном концерте Елены Ваенги в БКЗ «Октябрьский» 25 сентября 2014 года.

## Участие в телепроекте «Голос»
Летом 2014 Интарс подал заявку на участие в популярном телешоу «Голос» на Первом канале. 5 сентября на этапе «Слепые прослушивания» он исполнил песню «It don’t mean a thing», аккомпанируя себе на тромбоне. К нему одновременно повернулись двое наставников проекта — Пелагея и Леонид Агутин. Интарс выбрал команду Агутина. 24 октября на этапе «Поединки» Интарс одержал победу над своим соперником Майклом Блейзом, исполняя «Play that funky music». 28 ноября, победив на этапе «Нокауты» с песней «Я тебя рисую», прошёл в четвертьфинал телеконкурса. 12 декабря, исполнив «Я люблю тебя больше природы», вышел в полуфинал. 19 декабря открыл полуфинал телешоу хитом Билли Джоэла «Honesty».

## Участие в телешоу «Точь-в-точь»
После проекта «Голос» Первый канал пригласил Интарса принять участие ещё в одном рейтинговом телешоу — «Точь-в-точь», первый выпуск которого вышел в эфир 15 февраля 2015 года. Интарс примерил образы звёзд российской и мировой эстрады: Николая Расторгуева, Билли Джоэла, Бориса Моисеева, Джо Дассена, Фила Коллинза, Адриано Челентано, Гарика Сукачёва, Марка Нопфлера, Ленни Кравица, Тины Тёрнер, Эдуарда Хиля, Сосо Павлиашвили, Оззи Осборна и Элтона Джона.

## Участие в телепроекте «Три аккорда»
Участвовал в 4-м сезоне данного телепроекта на Первом канале. Сезон стартовал 31 мая 2019 года и включал в себя девять отборочных выпусков и финал. В список призёров Интарс не попал.

## Альбом «Гравитация»
Летом 2015 года Интарс записал новый альбом «Гравитация», презентация которого состоялась 25 октября в БКЗ «Октябрьский» в Санкт-Петербурге.

## Альбом «Следующая остановка»
1 марта 2017 года Интарс и его коллектив «Abonementa Orkestris» выпустили в Латвии новый альбом «Nākamā pietura» («Следующая остановка»).

## Личная жизнь
Женат, четверо детей. Владеет латышским, русским и английским языками.

## Дискография

### Альбомы
- 2005 — Shades of Kiss
- 2008 — Kino
- 2008 — Kino, переиздание с русской версией альбома
- 2010 — Akts (2CD)
- 2013 — CitāC
- 2015 — Гравитация
- 2017 — Nākamā pietura

### Синглы
- 2005 — Gaidīšanas serenāde
- 2005 — Nāc man līdz
- 2007 — Ar zvaigžņu gaismu
- 2007 — Гонки
- 2008 — Давай!
- 2008 — Ceļš
- 2008 — Brīvdiena
- 2008 — Скучаешь напрасно
- 2009 — Пробка
- 2009 — Zīmēšana
- 2009 — Paliksim kopā
- 2010 — Valoda
- 2010 — Spēka dziesma
- 2010 — Kabeļdejotājs
- 2010 — Nepiedod
- 2012 — Bēbīšu maršs
- 2012 — Viss ir iespējams
- 2013 — Pārdaugavas bārs
- 2014 — Нева
- 2014 — Лена
- 2015 — Зонтик
- 2015 — Иду искать
- 2016 — Migla Rits
- 2016 — Дело вкуса
- 2016 — Веди меня
- 2017 — Nākamā Pietura-Depo